# Digigrafi
Digigrafi är en sorts konstbild, huvudsakligen skapad i dator och utskriven med skrivare i ett eller flera exemplar. Signerad och numrerad (om upphovsmannen väljer att numrera).

## Bakgrund
I början av 1990-talet, när datorn allt mer kom att bli ett verktyg för konstnärer att skapa bild med, var det svårt att hitta en tillräckligt bra metod att få sin bild ur datorn på ett sätt som garanterade en acceptabel hållbarhet på utskriften. I takt med en ökad efterfrågan på hållbara utskrifter, från bland annat bildkonstnärer och fotografer, erbjöd allt fler tillverkare så kallat pigmentbläck, som inte blektes och som i laboratorietester, hos bland annat wilhelm-resarch, visat sig hålla hög färg- och ljusäkthet. Idag finns pigmentbläck som garanterar allt från 35 - 200 års färg- och ljusäkthet. Ofta är denna garanti förbunden med att man använder tillverkarens egna papper.
Många konstnärer arbetar idag med digitala bilder/utskrifter och gör numrerade begränsade upplagor av dem. Teknikangivelsen för denna typ av bilder benämns på en mängd olika sätt, till exempel: "Digital bild", "Datagrafik", "Datorgenererad bild". Dessa frångår dock de traditionella grafiska teknikerna som litografi, etsning och serigrafi. Litografi, som ursprungligen utfördes på sten, kommer av grekiskans Lithos=sten. Serigrafi, (samma teknik som Silkscreen) kommer av grekiskans ord seri (silke), då den tidigaste väv man använde i tryckramarna var gjord av silke. Som en konsekvens av detta, hur man tidigare benämnt grafiska tekniker utifrån materialet man använde, är detta en benämning som passar in i denna tradition. "Digi-" som förkortning för "Digital", berättar om hur bilden är skapad och slutändelsen" -grafi" placerar in tekniken i ett sammanhang av reproducerande tekniker.